# Zając płowy
Zając płowy, dawniej zając kapski (Lepus capensis) – gatunek ssaka z rodziny zającowatych (Leporidae), występujący na terenie Afryki i Bliskiego Wschodu na wschód po Pakistan.

## Taksonomia
Zając płowy był jednym z wielu gatunków ssaków pierwotnie opisanych przez szwedzkiego przyrodnika Karola Linneusza w 10. wydaniu jego pracy Systema Naturae z 1758 roku, gdzie autor nadał mu nazwę binominalną Lepus capensis. Zając płowy miał status osobnego gatunku do 1934 roku, kiedy rosyjski zoolog Władimir Heptner, dokonawszy poważnej rewizji, połączył zająca szaraka, zająca stepowego, zająca pustynnego i zająca płowego w jeden takson. Z tą koncepcją nie zgodził się w 1966 roku rosyjski zoolog Siergiej Ogniow, będąc zdania, iż wszystkie te taksony są zbyt od siebie różne. Radziecki teriolog Aleksiej Guriejew w 1964 roku umieścił gatunek w podrodzaju Tarimolagus, zaś rosyjski paleontolog Aleksandr Awierjanow w 1998 roku w podrodzaju Eulagos.

## Morfologia
Długość ciała (bez ogona) 450–550 mm, długość ogona 100–145 mm, długość ucha 110–140 mm, długość tylnej stopy 110–138 mm; masa ciała 1,7–2,5 kg.
Zające płowy i sawannowy są do siebie podobne. Kolor sierści waha się od jasnobrązowego przez czerwonawy do piaskowoszarego. Zając afrykański jest średniej wielkości gatunkiem o gładkim i prostym futrze oraz kanciastym profilu głowy. Ma delikatną, miękką sierść, której kolor waha się od jasnobrązowego przez czerwonawy do piaskowoszarego. Grzbiet i głowa są srebrzysto-szare, z czarnymi plamami. Włosy są białe u nasady z szerokim czarnym pasem podkońcowym, białawym pasem końcowym i czarnym lub białym czubkiem. Podszerstek jest biały lub szarobiały. Sierść brzuszna jest czysto biała i długa. Zazwyczaj oko otacza biała obwódka. Uszy są stosunkowo długie, a wewnętrzna frędzla wyłożona jest długimi, białymi włosami. Końcówki uszu są zaokrąglone i wyłożone krótkimi, czarnymi włosami, szczególnie na powierzchni zewnętrznej. Kark jest brązoworóżowy. Przednie kończyny są bladorude u góry i białe u dołu, podczas gdy tylne kończyny są bladorude. Ogon jest stosunkowo długi, czarny u góry i biały po bokach i u dołu.
Zarówno cechy morfologiczne, jak i kolor sierści różnią się znacznie w całym zasięgu geograficznym gatunku. Okazy z obszarów suchych i półsuchych są jaśniejsze niż te z obszarów bardziej umiarkowanych. Końcówki uszu u form pustynnych mogą być blade, podczas gdy inne mają cienki czarny brzeg. Długość ucha i tylnej nogi zwiększa się wraz z postępującą suchością siedliska. Najmniejsza forma zająca płowego zamieszkuje południową część Półwyspu Arabskiego. Kolor futra tych zwierząt jest wyraźnie dostosowany do środowiska. Okazy zamieszkujące centralne arabskie pustynie piaszczyste są rude, podczas gdy te żyjące w kamienistej sawannie Arabii są szare.

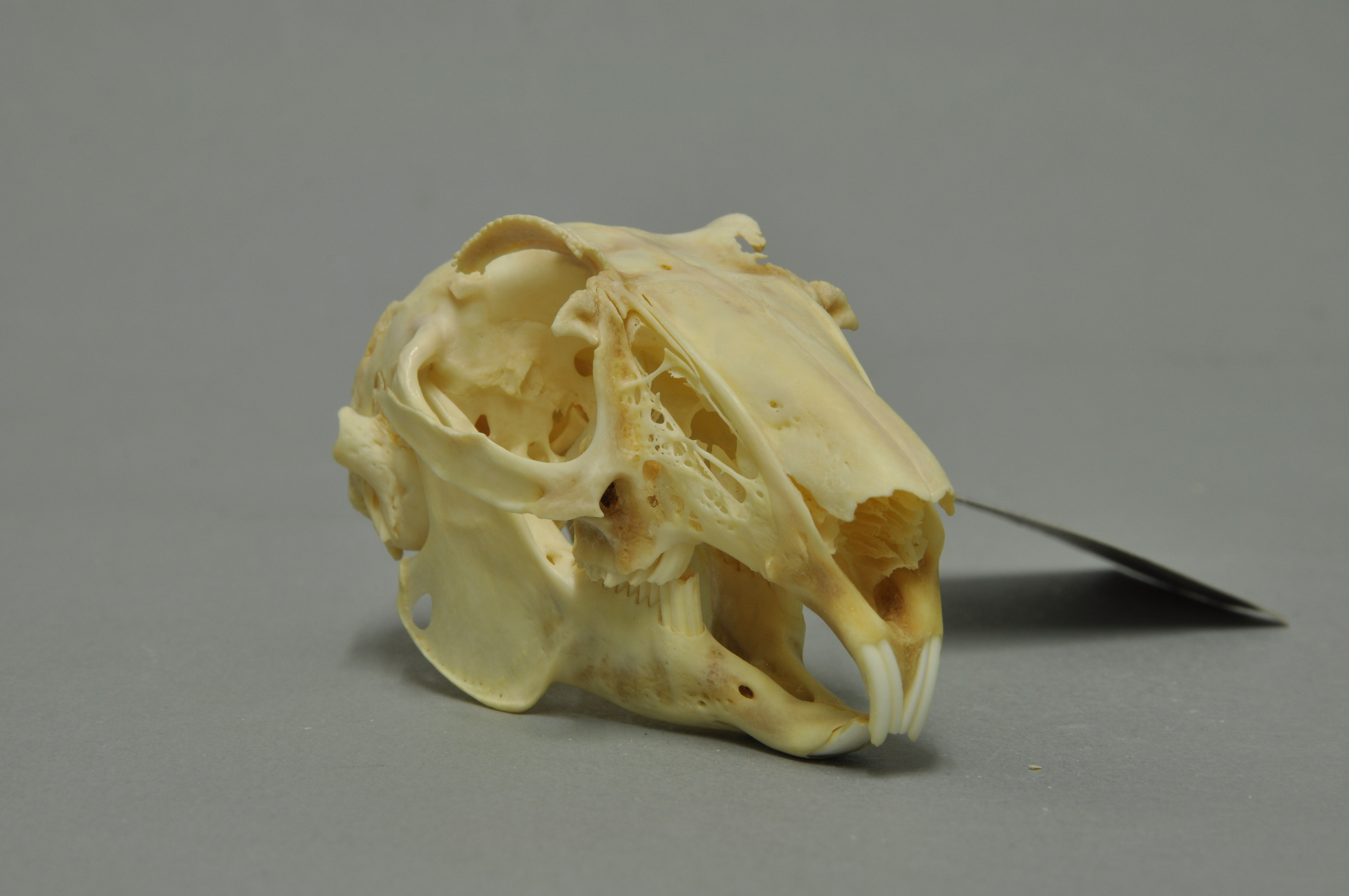
Czaszka zająca płowego

## Zasięg występowania
Zając płowy występuje w większości północnej, południowej i wschodniej Afryki, w basenie Morza Śródziemnego, w Izraelu, Arabii, Iranie i Pakistanie. Chociaż wcześniejsze oceny wskazywały, że zasięg występowania gatunku może obejmować północne Chiny, południową Rosję i Mongolię, w związku rozpoznaniem zająca stepowego i zająca pustynnego jako osobnych taksonów nie wymienia się już tych regionów w zasięgu występowania zająca płowego. W opinii niemieckich przyrodników Klausa Hackländera i ‪Stéphanie Schai-Brown zając płowy prawdopodobnie też nie występuje na terenie Iranu i Pakistanu, gdzie zamieszkują zające stepowy i pustynny.

## Ekologia

### Siedlisko
Zając płowy zamieszkuje roślinność typu makia, łąki, buszveld, pustynię Sahary i obszary półpustynne. Występuje także powszechnie w częściach wyżyn Etiopii, takich jak Degua Tembien. Występuje wszędzie tam, gdzie są odpowiednie siedliska trawiaste, stepowe lub pustynne, od poziomu morza do 1800 m n.p.m. Podobnie jak zając wielkouchy, rozwija się na nadmiernie wypasanych pastwiskach i dlatego rozszerza swój zasięg kosztem mniej przystosowalnych gatunków zajęczaków.

### Tryb życia
Zając płowy prowadzi nocny tryb życia, wobec czego orły bardzo rzadko mogą go złapać. Tam, gdzie w przeszłości nie strzelano do zajęcy, zatrzymują się one na dźwięk strzału i czasami można je podnieść ręką. Główną różnicą w zachowaniu zająca płowego i zająca sawannowego jest to, że pierwszy z nich ucieka na otwartą przestrzeń, gdy zostanie spłoszony, podczas gdy drugi szuka schronienia. Ta różnica w zachowaniu znajduje odzwierciedlenie również w masie serca. W porównaniu z zającem szarakiem, gatunek ten jest bardziej samotny i zaobserwowano tylko cztery grupy po trzy osobniki na około 800 zwierząt. Na pustyni Namib zając płowy może kopać krótkie nory, aby schronić się przed słońcem.

### Rozmnażanie
Rozmnażanie zająca płowego różni się w zależności od lokalizacji. W pobliżu równika samce są płodne, a samice ciężarne przez cały rok. Współczynnik ciężarności wynosi od 80% do 100% przez większą część roku, z wyłączeniem kwietnia (najbardziej deszczowego miesiąca w roku) oraz czerwca i lipca (koniec pory deszczowej). Samice mają od 6 do 8 miotów rocznie przy średniej wielkości miotu wynoszącej 1,5; samice rodzą zatem średnio 11,6 młodych rocznie. Średnia wielkość miotu różni się sezonowo, prawdopodobnie w odpowiedzi na wahania opadów deszczu i pożywienia (1,0 we wrześniu do 1,9 w styczniu). Ponadto wielkość miotu różni się w zależności od wysokości; osobniki na większych wysokościach mają mniejsze mioty (średnio 1,24 na 1800 m) niż na niższych wysokościach (średnio 1,75 na 600 m). Masa młodych przy urodzeniu wynosi od 80 do 130 g. Tempo wzrostu młodych wynosi około 10 g/dzień i młode osiągają rozmiar dorosłego osobnika w wieku 4–5 miesięcy.

## Odniesienia w kulturze
Staroegipska bogini Unut była przedstawiana z głową zająca płowego, który był jej świętym zwierzęciem. Przykładem starożytnego egipskiego zmumifikowanego Lepus capensis jest grób znaleziony w pobliżu Dendery.

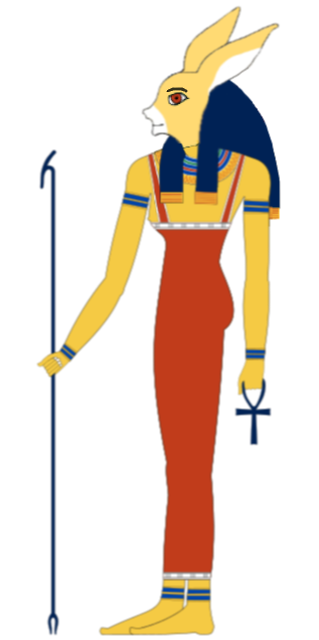
Przedstawienie bogini Unut
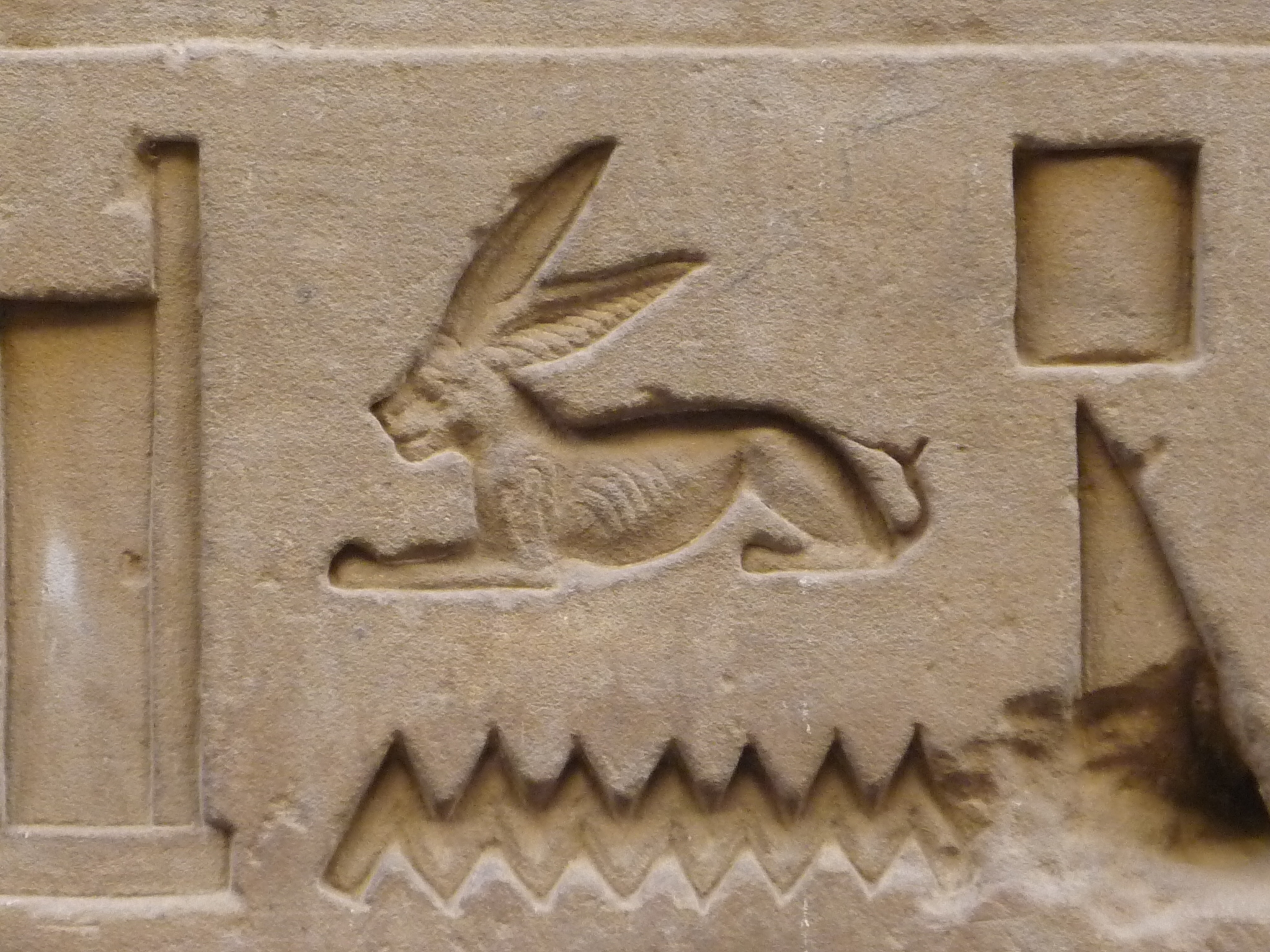
Hieroglif w świątyni w Edfu przedstawiający zająca płowego
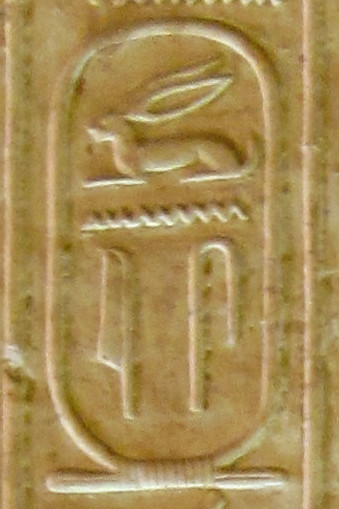
Kartusz faraona Unisa z zającem płowym